# SNRPF
SNRPF (англ. Small nuclear ribonucleoprotein polypeptide F) – білок, який кодується однойменним геном, розташованим у людей на короткому плечі 12-ї хромосоми. Довжина поліпептидного ланцюга білка становить 86 амінокислот, а молекулярна маса — 9 725.
| 10         |  | 20         |  | 30         |  | 40         |  | 50         |
| ---------- |  | ---------- |  | ---------- |  | ---------- |  | ---------- |
| MSLPLNPKPF |  | LNGLTGKPVM |  | VKLKWGMEYK |  | GYLVSVDGYM |  | NMQLANTEEY |
| IDGALSGHLG |  | EVLIRCNNVL |  | YIRGVEEEEE |  | DGEMRE     |  |            |

A: Аланін

C: Цистеїн

D: Аспарагінова кислота

E: Глутамінова кислота

F: Фенілаланін

G: Гліцин

H: Гістидин

I: Ізолейцин

K: Лізин

L: Лейцин

M: Метіонін

N: Аспарагін

P: Пролін

Q: Глутамін

R: Аргінін

S: Серин

T: Треонін

V: Валін

W: Триптофан

Кодований геном білок за функцією належить до рибонуклеопротеїнів. 
Задіяний у таких біологічних процесах, як процесинг мРНК, сплайсинг мРНК, ацетилювання. 
Білок має сайт для зв'язування з РНК. 
Локалізований у цитоплазмі, ядрі.